# 高根寺
高根寺（こうげんじ）は千葉県船橋市高根町にある曹洞宗の寺院である。

## 歴史
寺伝によると1233年（天福元年）頃に、旅の尼僧が小庵を営んで「小山寺」と名付けたのが起源とされる。1555年（弘治元年）、高根山城主の奥方の菩提を弔為に十一面観音像を安置し、寺を改修して寺号を「高根寺」に改め、高城氏の菩提寺である金杉村（松戸市）の広徳寺の末寺としたとされる。

## 所在地
千葉県船橋市高根町1525（千葉県道8号船橋我孫子線沿い）